# Ignacio Alessio
Ignacio Alessio (Santa Fe, Argentina, 24 de abril de 1987) es un baloncestista argentino que se desempeña como pívot en Unión de Santa Fe de la Liga Nacional de Básquet de Argentina.

## Trayectoria
Formado en las canteras del Círculo Israelita Macabi de Santa Fe, fue reclutado en 2002 por Gimnasia y Esgrima de Comodoro Rivadavia. Tras hacer su debut en la Liga Nacional de Básquet durante la temporada 2004-05, regresó a su ciudad natal en septiembre de 2005 para reforzar a Unión de Santa Fe en la Liga B.
Culminada la temporada, retornó a Gimnasia y Esgrima de Comodoro Rivadavia para empezar a ganar lugar en la rotación del equipo. En 2009 tuvo la oportunidad de actuar fuera de su país, cuando disputó el Top 4 de Paraguay con el Félix Pérez Cardozo.
En 2010 dejó al club patagónico para competir en el Torneo Nacional de Ascenso. Jugó con Quilmes de Mar del Plata, Estudiantes Concordia e Instituto de Córdoba.
Su regreso a la LNB se produjo en 2014, cuando fue contratado por Argentino de Junín. Allí permaneció dos años, pasando luego a las filas de Ferro, donde también permaneció durante un bienio jugando para el club.
Tras dejar Ferro, Alessio disputaría una temporada más de la LNB -la 2018-19 con La Unión de Formosa-, dejando el país en el segundo semestre de 2019 para unirse al Deportivo Valdivia de la Liga Nacional de Básquetbol de Chile.

### Clubes
| Club                           | País      | Año           |
| ------------------------------ | --------- | ------------- |
| Gimnasia de Comodoro Rivadavia | Argentina | 2004 - 2005   |
| Unión de Santa Fe              | Argentina | 2005 - 2006   |
| Gimnasia de Comodoro Rivadavia | Argentina | 2006 - 2009   |
| Félix Pérez Cardozo            | Paraguay  | 2009          |
| Gimnasia de Comodoro Rivadavia | Argentina | 2009 - 2010   |
| Quilmes                        | Argentina | 2010 - 2011   |
| Estudiantes de Concordia       | Argentina | 2011 - 2012   |
| Instituto                      | Argentina | 2012 - 2014   |
| Argentino de Junín             | Argentina | 2014 - 2016   |
| Ferro                          | Argentina | 2016 - 2018   |
| La Unión de Formosa            | Argentina | 2018 - 2019   |
| Deportivo Valdivia             | Chile     | 2019 - 2020   |
| Instituto                      | Argentina | 2020 - 2021   |
| Hebraica y Macabi              | Uruguay   | 2021          |
| Tabaré                         | Uruguay   | 2021          |
| Defensor Sporting              | Uruguay   | 2021          |
| Riachuelo                      | Argentina | 2022          |
| Unión de Santa Fe              | Argentina | 2022 - 2023   |
| Olimpia Kings                  | Paraguay  | 2023          |
| Unión de Santa Fe              | Argentina | 2023-2024     |
| Deportivo Valdivia             | Chile     | 2024          |
| Unión de Santa Fe              | Argentina | 2024-presente |

## Selección Argentina
Alesso fue parte del plantel que disputó el Campeonato Sudamericano de Baloncesto de Cadetes de 2003. 
En 2015, tras una gran temporada individual en Argentino de Junín, fue convocado por primera vez a la selección absoluta. Sin embargo no jugó ningún partido oficial con el equipo. 

## Estadísticas

### Totales
- Actualizado hasta el 27 de mayo de 2016.

| Club                                    | Temporada | Liga  | PJ  | MIN  | PTS  | 2PM | 2PL  | 3PM | 3PL | 1PM | 1PL | RO  | RD  | RT  | ASI | ROB | BLO | FAL |
| --------------------------------------- | --------- | ----- | --- | ---- | ---- | --- | ---- | --- | --- | --- | --- | --- | --- | --- | --- | --- | --- | --- |
| Gimnasia (Comodoro Rivadavia) Argentina | 2004-2005 | LNB   | 9   | 24   | 4    | 2   | 9    | 0   | 0   | 0   | 0   | 2   | 3   | 5   | 0   | 0   | 0   | 6   |
| Gimnasia (Comodoro Rivadavia) Argentina | 2005-2006 | LNB   | 0   | 0    | 0    | 0   | 0    | 0   | 0   | 0   | 0   | 0   | 0   | 0   | 0   | 0   | 0   | 0   |
| Gimnasia (Comodoro Rivadavia) Argentina | 2006-2007 | LNB   | 21  | 130  | 57   | 28  | 47   | 0   | 0   | 1   | 2   | 4   | 16  | 20  | 3   | 1   | 2   | 32  |
| Gimnasia (Comodoro Rivadavia) Argentina | 2007-2008 | LNB   | 33  | 344  | 85   | 37  | 84   | 0   | 1   | 11  | 19  | 27  | 28  | 55  | 7   | 4   | 2   | 67  |
| Gimnasia (Comodoro Rivadavia) Argentina | 2008-2009 | LNB   | 41  | 365  | 81   | 36  | 71   | 0   | 0   | 9   | 21  | 22  | 42  | 64  | 7   | 10  | 4   | 69  |
| Gimnasia (Comodoro Rivadavia) Argentina | 2009-2010 | LNB   | 42  | 442  | 164  | 71  | 124  | 0   | 1   | 22  | 30  | 29  | 43  | 72  | 11  | 7   | 4   | 62  |
| Gimnasia (Comodoro Rivadavia) Argentina | Total     | Total | 146 | 1305 | 391  | 174 | 335  | 0   | 2   | 43  | 72  | 84  | 132 | 216 | 28  | 22  | 12  | 236 |
| Quilmes Argentina                       | 2010-2011 | TNA   | 42  | 491  | 212  | 98  | 187  | 1   | 1   | 32  | 49  | 32  | 40  | 72  | 9   | 14  | 34  | 75  |
| Quilmes Argentina                       | Total     | Total | 42  | 491  | 212  | 98  | 187  | 1   | 1   | 32  | 49  | 32  | 40  | 72  | 9   | 14  | 34  | 75  |
| Estudiantes de Concordia Argentina      | 2011-2012 | TNA   | 31  | 626  | 308  | 133 | 231  | 1   | 1   | 39  | 50  | 41  | 98  | 139 | 15  | 7   | 42  | 78  |
| Estudiantes de Concordia Argentina      | Total     | Total | 31  | 626  | 308  | 133 | 231  | 1   | 1   | 39  | 50  | 41  | 98  | 139 | 15  | 7   | 42  | 78  |
| Instituto (C) Argentina                 | 2012-2013 | TNA   | 33  | 1013 | 479  | 196 | 350  | 1   | 2   | 84  | 125 | 48  | 134 | 182 | 27  | 9   | 93  | 89  |
| Instituto (C) Argentina                 | 2013-2014 | TNA   | 31  | 678  | 322  | 124 | 218  | 0   | 3   | 74  | 100 | 27  | 89  | 116 | 20  | 10  | 66  | 72  |
| Instituto (C) Argentina                 | Total     | Total | 64  | 1691 | 801  | 320 | 568  | 1   | 5   | 158 | 225 | 75  | 223 | 298 | 47  | 19  | 159 | 161 |
| Argentino de Junín Argentina            | 2014-2015 | LNB   | 57  | 1553 | 691  | 305 | 542  | 2   | 9   | 75  | 98  | 62  | 198 | 260 | 49  | 25  | 9   | 138 |
| Argentino de Junín Argentina            | 2015-2016 | LNB   | 61  | 1622 | 837  | 342 | 590  | 4   | 13  | 141 | 186 | 191 | 84  | 275 | 62  | 30  | 6   | 146 |
| Argentino de Junín Argentina            | Total     | Total | 118 | 3175 | 1528 | 647 | 1132 | 6   | 22  | 216 | 284 | 253 | 282 | 535 | 111 | 55  | 15  | 284 |
| Ferro Argentina                         | 2016-2017 | LNB   | 61  | 1606 | 826  | 358 | 646  | 4   | 17  | 98  | 121 | 67  | 187 | 254 | 71  | 23  | 6   | 133 |
| Ferro Argentina                         | 2017-2018 | LNB   | 42  | 1080 | 504  | 216 | 390  | 6   | 13  | 54  | 69  | 42  | 97  | 139 | 29  | 7   | 5   | 110 |
| Total                                   | Total     | 0     | 0   | 0    | 0    | 0   | 0    | 0   | 0   | 0   | 0   | 0   | 0   | 0   | 0   | 0   | 0   |     |
| La Unión de Formosa Argentina           | 2018-2019 | LNB   | 46  | 986  | 506  | 203 | 340  | 0   | 5   | 100 | 122 | 58  | 117 | 175 | 41  | 11  | 2   | 88  |
| La Unión de Formosa Argentina           | Total     | Total | 46  | 986  | 506  | 203 | 340  | 0   | 5   | 100 | 122 | 58  | 117 | 175 | 41  | 11  | 2   | 88  |
| Total                                   |           |       |     |      |      |     |      |     |     |     |     |     |     |     |     |     |     |     |

### Promedio
- Actualizado hasta el 27 de mayo de 2016.

| Club                                    | Temporada | Liga  | PJ  | MPP  | PPP  | 2P% | 3P%  | 1P% | RO  | RD  | RT  | ASI | ROB | BLO | FAL |
| --------------------------------------- | --------- | ----- | --- | ---- | ---- | --- | ---- | --- | --- | --- | --- | --- | --- | --- | --- |
| Gimnasia (Comodoro Rivadavia) Argentina | 2004-2005 | LNB   | 9   | 2,7  | 0,4  | 22% | 0%   | 0%  | 0,2 | 0,3 | 0,6 | 0   | 0   | 0   | 0,7 |
| Gimnasia (Comodoro Rivadavia) Argentina | 2005-2006 | LNB   | 0   | 0    | 0    | 0   | 0    | 0   | 0   | 0   | 0   | 0   | 0   | 0   | 0   |
| Gimnasia (Comodoro Rivadavia) Argentina | 2006-2007 | LNB   | 21  | 6,2  | 2,7  | 60% | 0%   | 50% | 0,2 | 0,8 | 1   | 0,1 | 0   | 0,1 | 1,5 |
| Gimnasia (Comodoro Rivadavia) Argentina | 2007-2008 | LNB   | 33  | 10,4 | 2,6  | 44% | 0%   | 58% | 0,8 | 0,8 | 1,7 | 0,2 | 0,1 | 0,1 | 2   |
| Gimnasia (Comodoro Rivadavia) Argentina | 2008-2009 | LNB   | 41  | 8,9  | 2    | 51% | 0%   | 43% | 0,5 | 1   | 1,6 | 0,2 | 0,2 | 0,1 | 1,7 |
| Gimnasia (Comodoro Rivadavia) Argentina | 2009-2010 | LNB   | 42  | 10,5 | 3,9  | 57% | 0%   | 73% | 0,7 | 1   | 1,7 | 0,3 | 0,2 | 0,1 | 1,5 |
| Gimnasia (Comodoro Rivadavia) Argentina | Total     | Total | 146 | 8,9  | 2,7  | 52% | 0%   | 60% | 0,6 | 0,9 | 1,5 | 0,2 | 0,2 | 0,1 | 1,6 |
| Quilmes Argentina                       | 2010-2011 | TNA   | 42  | 11,7 | 5    | 52% | 100% | 65% | 0,8 | 1   | 1,7 | 0,2 | 0,3 | 0,1 | 1,8 |
| Quilmes Argentina                       | Total     | Total | 42  | 11,7 | 5    | 52% | 100% | 65% | 0,8 | 1   | 1,7 | 0,2 | 0,3 | 0,1 | 1,8 |
| Estudiantes de Concordia Argentina      | 2011-2012 | TNA   | 31  | 20,2 | 9,9  | 58% | 100% | 78% | 1,3 | 3,2 | 4,5 | 0,5 | 0,2 | 0,2 | 2,5 |
| Estudiantes de Concordia Argentina      | Total     | Total | 31  | 20,2 | 9,9  | 58% | 100% | 78% | 1,3 | 3,2 | 4,5 | 0,5 | 0,2 | 0,2 | 2,5 |
| Instituto (C) Argentina                 | 2012-2013 | TNA   | 33  | 30,7 | 14,5 | 56% | 50%  | 67% | 1,5 | 4,1 | 5,5 | 0,8 | 0,3 | 0,3 | 2,7 |
| Instituto (C) Argentina                 | 2013-2014 | TNA   | 31  | 21,9 | 10,4 | 57% | 0%   | 74% | 0,9 | 2,9 | 3,7 | 0,6 | 0,3 | 0,2 | 2,3 |
| Instituto (C) Argentina                 | Total     | Total | 64  | 26,4 | 12,5 | 56% | 20%  | 70% | 1,2 | 3,5 | 4,7 | 0,7 | 0,3 | 2,5 | 2,5 |
| Argentino de Junín Argentina            | 2014-2015 | LNB   | 57  | 27,2 | 12,1 | 56% | 22%  | 77% | 1,1 | 3,5 | 4,6 | 0,9 | 0,4 | 0,2 | 2,4 |
| Argentino de Junín Argentina            | 2015-2016 | LNB   | 61  | 26,6 | 13,7 | 58% | 31%  | 76% | 3,1 | 1,4 | 4,5 | 1   | 0,5 | 0,1 | 2,4 |
| Argentino de Junín Argentina            | Total     | Total | 118 | 26,9 | 12,9 | 57% | 27%  | 76% | 2,1 | 2,4 | 4,5 | 0,9 | 0,5 | 0,1 | 2,4 |
| Ferro Argentina                         | 2016-2017 | LNB   | 0   | 0    | 0    | 0   | 0    | 0   | 0   | 0   | 0   | 0   | 0   | 0   | 0   |
| Ferro Argentina                         | Total     | Total | 0   | 0    | 0    | 0   | 0    | 0   | 0   | 0   | 0   | 0   | 0   | 0   | 0   |
| Total                                   | Total     | Total | 401 | 18,2 | 8,1  | 56% | 29%  | 72% | 1,2 | 1,9 | 3,1 | 0,5 | 0,3 | 0,7 | 2,1 |

## Palmarés

### Campeonatos nacionales
- Actualizado hasta el 27 de mayo de 2016.

| Título                | Club                          | País      | Año         |
| --------------------- | ----------------------------- | --------- | ----------- |
| Campeón LNB           | Gimnasia (Comodoro Rivadavia) | Argentina | 2005 - 2006 |
| Campeón TNA y ascenso | Quilmes                       | Argentina | 2010 - 2011 |